# 吉林行政长官列表
吉林省行政长官，即管理吉林省地区的最高官员。下表列出了历史上的历任吉林行政长官。

## 历史
吉林省最初设置于清光绪三十三年（1907年），当年清朝裁撤东北三将军，设置东三省及其督抚，以吉林将军辖地设置吉林省，以吉林巡抚代替吉林将军，作为吉林省最高长官。
清朝兴于东北而盛于汉地，乃以汉法管汉地，以满法管满地，故光绪三十三年（1907年）前，关外仅有将军，而不设置行省。顺治元年（1644年）清军入关，以北京为都，而以盛京为行在，以内大臣一人为留守。顺治三年，改设置盛京昂邦章京。顺治十年，清廷因东北地方广大，又设置宁古塔昂邦章京二人，此乃吉林省设置之溯源。康熙元年改置宁古塔将军一人。康熙十五年，吉林木城成，宁古塔将军移驻吉林。康熙二十二年，又由吉林将军地分置黑龙江将军，驻瑷珲。乾隆二十二年，驻吉林之将军定名为吉林将军，直至光绪三十三年（1907年）裁撤。
九一八事变后，1934年12月，满洲国析吉林省为吉林、间岛、三江、滨江四省及新京特别市，后来又析置牡丹江、东安等省；以上设置皆不被国民政府承认。抗日战争胜利后，国民政府于民国三十六年（1947年）析吉林省为吉林、松江、合江三省及哈尔滨直辖市；以上设置被中国共产党及其东北局部分承认。民国三十七年（1948年）11月，东北全境解放，1949年4月改东北为6省4市；自此直至1954年，周围市县逐渐并入吉林省。
亦即，1931年东北沦陷至1945年东北光复期间，吉林省有两个省政府、两个省长（满洲国任命和南京-重庆国民政府任命）；1945年东北光复至1948年东北解放期间，吉林省也有两个省政府、两个省长（国民党任命和共产党任命）。

## 清朝时期

### 置省以前
| 序号 | 姓名         | 籍贯       | 生卒年份           | 在任时间                                                  | 卸任原因                                                    | 职务                                 | 治所                           | 曾任最高职务                       | 备注                                                 |
| ---- | ------------ | ---------- | ------------------ | --------------------------------------------------------- | ----------------------------------------------------------- | ------------------------------------ | ------------------------------ | ---------------------------------- | ---------------------------------------------------- |
| 1    | 沙尔虎达     | 满洲镶蓝旗 | 1599－1659         | 顺治十年五月至顺治十六年正月1653年6月－1659年2月          | 卒于任上                                                    | 宁古塔昂邦章京                       | 宁古塔城（今黑龙江宁安）       | 宁古塔昂邦章京                     |                                                      |
| 2    | 巴海         | 满洲镶蓝旗 | ？－1696           | 顺治十六年正月至康熙二十二年六月1669年2月－1683年7月      | 革职                                                        | 宁古塔昂邦章京                       | 宁古塔城（今黑龙江宁安）       | 镶蓝旗蒙古都统                     |                                                      |
| 2    | 巴海         | 满洲镶蓝旗 | ？－1696           | 顺治十六年正月至康熙二十二年六月1669年2月－1683年7月      | 革职                                                        | 宁古塔将军                           | 宁古塔城（今黑龙江宁安）       | 镶蓝旗蒙古都统                     | 康熙元年改置将军                                     |
| 2    | 巴海         | 满洲镶蓝旗 | ？－1696           | 顺治十六年正月至康熙二十二年六月1669年2月－1683年7月      | 革职                                                        | 宁古塔将军                           | 吉林乌拉城（今吉林市）         | 镶蓝旗蒙古都统                     | 康熙十五年移驻                                       |
| 3    | 殷图         | 满洲正红旗 |                    | 康熙二十二年八月至康熙二十八年五月1683年9月－1689年7月    | 革职                                                        | 宁古塔将军                           | 吉林乌拉城（今吉林市）         |                                    |                                                      |
| 4    | 佟保         | 满洲正黄旗 |                    | 康熙二十八年六月至康熙三十五年六月1689年8月－1696年7月    | 革职                                                        | 宁古塔将军                           | 吉林乌拉城（今吉林市）         |                                    |                                                      |
| 5    | 沙纳海       | 满洲正蓝旗 |                    | 康熙三十五年七月至康熙四十年二月1696年8月－1701年3月      | 改任黑龙江将军                                              | 宁古塔将军                           | 吉林乌拉城（今吉林市）         |                                    |                                                      |
| 6    | 杨福         | 宗室       |                    | 康熙四十年二月至康熙四十八年二月1701年3月－1709年3月      | 改任黑龙江将军                                              | 宁古塔将军                           | 吉林乌拉城（今吉林市）         |                                    |                                                      |
| 7    | 孟俄洛       | 觉罗       |                    | 康熙四十八年二月至康熙五十四年三月1709年3月－1715年4月    | 病退，次年病故                                              | 宁古塔将军                           | 吉林乌拉城（今吉林市）         |                                    |                                                      |
| 8    | 穆森         | 满洲镶白旗 |                    | 康熙五十四年三月至康熙五十八年十二月1715年4月－1720年2月  |                                                             | 宁古塔将军                           | 吉林乌拉城（今吉林市）         |                                    | 署理                                                 |
| 9    | 巴赛         | 宗室       |                    | 康熙五十九年正月至雍正二年二月1720年2月－1724年3月        | 内召                                                        | 宁古塔将军                           | 吉林乌拉城（今吉林市）         |                                    | 署理，康熙六十一年十二月（1723年1月）授              |
| 10   | 哈达         | 满洲正蓝旗 |                    | 雍正二年二月至雍正八年正月1724年3月－1730年2月            | 改任荆州驻防将军，旋授内大臣                                | 宁古塔将军                           | 吉林乌拉城（今吉林市）         |                                    |                                                      |
| 11   | 常德         | 满洲镶黄旗 |                    | 雍正八年正月至雍正十年九月1730年2月－1732年10月           | 往北路军营，旋授靖边副将军                                  | 宁古塔将军                           | 吉林乌拉城（今吉林市）         |                                    |                                                      |
| 12   | 杜赉         | 满洲正蓝旗 |                    | 雍正十年十一月至雍正十三年十一月1732年12月－1736年1月     |                                                             | 宁古塔将军                           | 吉林乌拉城（今吉林市）         |                                    | 署理                                                 |
| 13   | 博第         | 满洲正蓝旗 |                    | 雍正十三年十二月至乾隆元年八月1736年1月－1736年9月        | 改任盛京将军                                                | 宁古塔将军                           | 吉林乌拉城（今吉林市）         |                                    |                                                      |
| 14   | 吉党阿       | 满洲正黄旗 |                    | 乾隆元年八月至乾隆六年八月1736年9月－1741年9月            | 内召                                                        | 宁古塔将军                           | 吉林乌拉城（今吉林市）         |                                    |                                                      |
| 15   | 鄂弥达       | 满洲正白旗 |                    | 乾隆六年八月至乾隆八年九月1741年9月－1743年10月           | 改任荆州驻防将军                                            | 宁古塔将军                           | 吉林乌拉城（今吉林市）         | 刑部尚书                           |                                                      |
| 16   | 博第         | 满洲正蓝旗 |                    | 乾隆八年九月至乾隆九年三月1743年10月－1744年5月           | 改任西安驻防将军                                            | 宁古塔将军                           | 吉林乌拉城（今吉林市）         |                                    | 第二次任职                                           |
| 17   | 巴灵阿       | 满洲正黄旗 |                    | 乾隆九年三月至乾隆十一年八月1744年5月－1746年9月          | 内召，旋革职                                                | 宁古塔将军                           | 吉林乌拉城（今吉林市）         |                                    |                                                      |
| 18   | 阿兰泰       | 蒙古正白旗 |                    | 乾隆十一年八月至乾隆十三年四月1746年9月－1748年5月        | 改任盛京将军                                                | 宁古塔将军                           | 吉林乌拉城（今吉林市）         |                                    |                                                      |
| 18   | 阿兰泰       | 蒙古正白旗 | 吉林厅（今吉林市） | 乾隆十一年八月至乾隆十三年四月1746年9月－1748年5月        | 改任盛京将军                                                | 宁古塔将军                           | 乾隆十二年改吉林厅             |                                    |                                                      |
| 19   | 索拜         |            | 吉林厅（今吉林市） |                                                           | 乾隆十三年四月至乾隆十三年闰七月1748年5月－1748年9月        | 宁古塔将军                           | 回任古北总兵                   |                                    |                                                      |
| 20   | 永兴         | 宗室       | 吉林厅（今吉林市） |                                                           | 乾隆十三年闰七月至乾隆十四年十二月1748年9月－1750年1月      | 宁古塔将军                           | 授湖广提督                     |                                    |                                                      |
| 21   | 新柱         | 满洲镶黄旗 | 吉林厅（今吉林市） |                                                           | 乾隆十四年十二月至乾隆十五年五月1750年1月－1750年6月        | 宁古塔将军                           | 内召，授荆州驻防将军，旋移福州 |                                    |                                                      |
| 22   | 卓鼐         | 满洲正蓝旗 | 吉林厅（今吉林市） |                                                           | 乾隆十五年五月至乾隆十六年四月1750年6月－1751年4月          | 宁古塔将军                           | 调杭州驻防将军，寻革职         |                                    |                                                      |
| -    | 永兴         | 宗室       | 吉林厅（今吉林市） |                                                           | 未到职                                                      | 宁古塔将军                           |                                |                                    | 以湖广总督调任，旋革职                               |
| 23   | 傅森         | 满洲镶黄旗 | 吉林厅（今吉林市） |                                                           | 乾隆十六年四月至乾隆二十年十二月1751年5月－1756年1月        | 宁古塔将军                           | 升任兵部尚书                   | 吏部尚书                           |                                                      |
| 24   | 额勒登       | 满洲正红旗 | 吉林厅（今吉林市） |                                                           | 乾隆二十年十二月至乾隆二十一年年十二月1756年1月－1757年1月  | 宁古塔将军                           | 卒于任上                       |                                    |                                                      |
| 25   | 萨刺善       | 宗室       | 吉林厅（今吉林市） |                                                           | 乾隆二十二年八月至乾隆二十五年十月1757年9月－1760年11月     | 革职戍边                             | 吉林将军                       |                                    |                                                      |
| 26   | 恒禄         | 满洲镶蓝旗 | 吉林厅（今吉林市） |                                                           | 乾隆二十五年十月至乾隆三十四年正月1760年11月－1769年2月     | 改任盛京将军                         | 吉林将军                       |                                    |                                                      |
| 27   | 傅良         | 满洲镶黄旗 | 吉林厅（今吉林市） |                                                           | 乾隆三十四年正月至乾隆三十五年四月1769年2月－1770年5月      | 内召，授正蓝旗汉军都统               | 吉林将军                       |                                    |                                                      |
| 28   | 富椿         | 满洲镶红旗 | 吉林厅（今吉林市） |                                                           | 乾隆三十五年四月至乾隆四十二年六月1770年5月－1777年7月      | 改任杭州驻防将军                     | 吉林将军                       |                                    |                                                      |
| 29   | 福康安       | 满洲镶黄旗 | 吉林厅（今吉林市） | 1754－1796                                                | 乾隆四十二年六月至乾隆四十三年十一月1777年7月－1779年1月    | 改任盛京将军                         | 吉林将军                       | 太子太保、武英殿大学士、一等嘉勇公 |                                                      |
| 30   | 和隆武       | 满洲正黄旗 | 吉林厅（今吉林市） |                                                           | 乾隆四十三年十一月至乾隆四十七年八月1779年1月－1782年9月    | 卒于任上                             | 吉林将军                       |                                    |                                                      |
| 31   | 永玮         | 宗室       | 吉林厅（今吉林市） |                                                           | 乾隆四十七年八月至乾隆四十七年九月1782年9月－1782年10月     | 改任盛京将军                         | 吉林将军                       |                                    |                                                      |
| 32   | 庆桂         | 宗室       | 吉林厅（今吉林市） |                                                           | 乾隆四十七年九月至乾隆四十九年三月1782年10月－1784年4月     | 改任福州驻防将军，寻升工部尚书       | 吉林将军                       |                                    |                                                      |
| 33   | 都尔嘉       | 满洲正白旗 | 吉林厅（今吉林市） |                                                           | 乾隆四十九年三月至乾隆五十三年十月1784年4月－1788年11月     | 改任盛京将军                         | 吉林将军                       |                                    |                                                      |
| 34   | 恒秀         | 宗室       | 吉林厅（今吉林市） |                                                           | 乾隆五十三年十月癸卯至乾隆五十四年四月壬子 1788年－1789年   | 迁西安将军                           | 吉林将军                       |                                    |                                                      |
| 35   | 琳宁         | 宗室       | 吉林厅（今吉林市） |                                                           | 乾隆五十四年四月壬子至乾隆五十六年九月庚辰 1789年－1791年   | 迁盛京将军                           | 吉林将军                       |                                    |                                                      |
| 36   | 恒秀         | 宗室       | 吉林厅（今吉林市） |                                                           | 乾隆五十六年九月庚辰至乾隆五十九年正月乙卯 1791年－1794年   | 革                                   | 吉林将军                       |                                    | 再任                                                 |
| 37   | 宝琳         | 满洲正黄旗 | 吉林厅（今吉林市） |                                                           | 乾隆五十九年正月乙卯至乾隆五十九年九月丁酉 1794年－1794年   | 卒                                   | 吉林将军                       |                                    |                                                      |
| 38   | 秀林         | 满洲镶白旗 | 吉林厅（今吉林市） |                                                           | 乾隆五十九年九月丁酉至嘉庆八年五月癸丑 1794年－1803年       | 调江宁将军                           | 吉林将军                       |                                    |                                                      |
| 39   | 富俊         |            | 吉林厅（今吉林市） |                                                           | 嘉庆八年五月廿日至嘉庆八年八月廿日 1803年－1803年           | 调盛京将军                           | 吉林将军                       |                                    |                                                      |
| 40   | 秀林         |            | 吉林厅（今吉林市） |                                                           | 嘉庆八年八月廿日至嘉庆十四年十二月十六日 1803年－1809年     | 调工部尚书                           | 吉林将军                       |                                    |                                                      |
| 41   | 赛冲阿       |            | 吉林厅（今吉林市） |                                                           | 嘉庆十四年十二月十六日至嘉庆十八年四月一日 1809年－1813年   | 调成都将军                           | 吉林将军                       |                                    |                                                      |
| 42   | 喜明         |            | 吉林厅（今吉林市） |                                                           | 嘉庆十八年四月一日至嘉庆十九年二月廿日 1813年－1814年       | 缘事降                               | 吉林将军                       |                                    |                                                      |
| 43   | 富俊         |            | 吉林厅（今吉林市） |                                                           | 嘉庆十九年二月廿日至嘉庆廿二年二月九日 1814年－1817年       | 调盛京将军                           | 吉林将军                       |                                    |                                                      |
| 44   | 松宁         |            | 吉林厅（今吉林市） |                                                           | 嘉庆廿二年二月九日至嘉庆廿三年九月廿二日 1817年－1818年     | 调热河都统                           | 吉林将军                       |                                    |                                                      |
| 45   | 富俊         |            | 吉林厅（今吉林市） |                                                           | 嘉庆廿三年九月廿二日至道光二年六月廿七日 1818年－1822年     | 调理藩院尚书                         | 吉林将军                       |                                    |                                                      |
| 46   | 松箖         |            | 吉林厅（今吉林市） |                                                           | 道光二年六月廿七日至道光三年九月 1822年－1823年             | 卒                                   | 吉林将军                       |                                    |                                                      |
| 47   | 松筠         |            | 吉林厅（今吉林市） |                                                           | 道光三年九月廿七日至道光四年二月三日 1823年－1824年         | 不胜将军之任，调左都御史             | 吉林将军                       |                                    |                                                      |
| 48   | 富俊         |            | 吉林厅（今吉林市） |                                                           | 道光四年二月三日至道光七年七月十六日 1824年－1827年         | 调协办大学士到京供职                 | 吉林将军                       |                                    |                                                      |
| 49   | 博启图       |            | 吉林厅（今吉林市） |                                                           | 道光七年七月十六日至道光九年二月卅日 1827年－1829年         | 命到京                               | 吉林将军                       |                                    |                                                      |
| 50   | 瑚松额       |            | 吉林厅（今吉林市） |                                                           | 道光九年二月卅日至道光十年三月十六日 1829年－1830年         | 丁忧，调盛京将军                     | 吉林将军                       |                                    |                                                      |
| 51   | 倭楞泰       |            | 吉林厅（今吉林市） |                                                           | 道光十年二月六日至道光十年三月十六日 1830年－1830年         |                                      | 吉林将军                       |                                    | 护理                                                 |
| 52   | 福克精阿     |            | 吉林厅（今吉林市） |                                                           | 道光十年三月十六日至道光十一年九月十五日 1830年－1831年     | 缘事革职                             | 吉林将军                       |                                    |                                                      |
| 53   | 宝兴         |            | 吉林厅（今吉林市） |                                                           | 道光十一年九月十五日至道光十三年四月八日 1831年－1833年     | 调盛京将军                           | 吉林将军                       |                                    | 由吏左迁，未到任前，以钦差工部尚书富俊署理           |
| 54   | 保昌         |            | 吉林厅（今吉林市） |                                                           | 道光十三年四月八日至道光十五年正月廿六日 1833年－1835年     | 调黑龙江将军                         | 吉林将军                       |                                    |                                                      |
| 55   | 苏清阿       |            | 吉林厅（今吉林市） |                                                           | 道光十五年正月廿六日至道光十五年二月一日 1835年－1835年     | 卒                                   | 吉林将军                       |                                    |                                                      |
| 56   | 保昌         |            | 吉林厅（今吉林市） |                                                           | 道光十五年二月廿九日至道光十五年闰六月九日 1835年－1835年   | 调乌里雅苏台将军                     | 吉林将军                       |                                    |                                                      |
| 57   | 祥康         |            | 吉林厅（今吉林市） |                                                           | 道光十五年闰六月九日至道光十五年十二月廿一日 1835年－1835年 | 缘事降调                             | 吉林将军                       |                                    |                                                      |
| 58   | 乐善         |            | 吉林厅（今吉林市） |                                                           | 道光十五年十二月廿一日至道光十六年四月廿二日 1835年－1836年 | 命留京，由福州将军迁                 | 吉林将军                       |                                    |                                                      |
| 59   | 祥康         |            | 吉林厅（今吉林市） |                                                           | 道光十六年四月廿二日至道光廿年四月九日 1836年－1840年       | 缘事到京听候部议                     | 吉林将军                       |                                    | 署，道光十七年正月廿八日实授                         |
| 60   | 禄普         |            | 吉林厅（今吉林市） |                                                           | 道光廿年四月九日至道光廿年九月十五日 1840年－1840年         | 调西安将军                           | 吉林将军                       |                                    | 署                                                   |
| 61   | 经额布       |            | 吉林厅（今吉林市） |                                                           | 道光廿年九月十五日至道光廿八年十二月廿五日 1840年－1848年   | 缘事降调                             | 吉林将军                       |                                    | 由成都将军迁，后以在十六至十九年山东巡抚任内有失降调 |
| 62   | 果升阿       |            | 吉林厅（今吉林市） |                                                           | 道光廿年九月十五日至道光廿年九月十八日 1840年－1840年       | 吉林副都统                           | 吉林将军                       |                                    | 暂署                                                 |
| 63   | 惟勤         |            | 吉林厅（今吉林市） |                                                           | 道光廿年九月十八日至道光廿二年正月十八日 1840年－1842年     | 卸署，盛京户部侍郎                   | 吉林将军                       |                                    | 署                                                   |
| 64   | 倭什讷       |            | 吉林厅（今吉林市） |                                                           | 道光廿八年十二月廿五日至道光卅年五月廿二日 1848年－1850年   | 调成都将军                           | 吉林将军                       |                                    |                                                      |
| 65   | 固庆         |            | 吉林厅（今吉林市） |                                                           | 道光卅年五月廿三日至咸丰三年正月廿日 1850年－1853年         | 缘事开缺到京听候部议，正月廿七日革职 | 吉林将军                       |                                    |                                                      |
| 66   | 景淳         |            | 吉林厅（今吉林市） |                                                           | 咸丰三年正月廿日至咸丰八年二月十五日 1853年－1858年         | 查办边界事件，十一年九月更名景纶     | 吉林将军                       |                                    |                                                      |
| 67   | 承志         |            | 吉林厅（今吉林市） |                                                           | 咸丰八年二月十五日 1858年                                   |                                      | 吉林将军                       |                                    | 署                                                   |
| 68   | 景纶         |            | 吉林厅（今吉林市） |                                                           | 咸丰八年二月十五日至同治三年十一月廿二日 1858年－1864年     | 缘事革职                             | 吉林将军                       |                                    |                                                      |
| 69   | 皁保         |            | 吉林厅（今吉林市） |                                                           | 同治三年十一月廿二日至同治四年闰五月廿六日 1864年－1865年   | 查办喀尔喀争界案                     | 吉林将军                       |                                    | 署                                                   |
| 70   | 恩合         |            | 吉林厅（今吉林市） |                                                           | 同治四年闰五月廿六日至同治四年七月廿七日 1865年－1865年     | 调署盛京将军                         | 吉林将军                       |                                    |                                                      |
| 71   | 皁保         |            | 吉林厅（今吉林市） |                                                           | 同治四年七月廿七日至同治四年九月十五日 1865年－1865年       |                                      | 吉林将军                       |                                    | 暂署                                                 |
| 72   | 德英         |            | 吉林厅（今吉林市） |                                                           | 同治四年九月十五日至同治五年二月廿二日 1865年－1866年       | 丁忧                                 | 吉林将军                       |                                    | 署                                                   |
| 73   | 富明阿       |            | 吉林厅（今吉林市） |                                                           | 同治五年二月廿二日至同治九年九月廿一日 1866年－1870年       | 因病开缺                             | 吉林将军                       |                                    |                                                      |
| 74   | 奕榕         |            | 吉林厅（今吉林市） |                                                           | 同治九年九月廿二日至光绪元年六月三日 1870年－1875年         | 缘事革职                             | 吉林将军                       |                                    | 署                                                   |
| 75   | 穆图善       |            | 吉林厅（今吉林市） |                                                           | 光绪元年六月三日至光绪二年四月十九日 1875年－1876年         |                                      | 吉林将军                       |                                    | 署                                                   |
| 76   | 古尼音布     |            | 吉林厅（今吉林市） |                                                           | 光绪二年四月十九日至光绪三年四月十九日 1876年－1877年       | 回锦州副都统本任                     | 吉林将军                       |                                    | 署                                                   |
| 77   | 铭安         |            | 吉林厅（今吉林市） |                                                           | 光绪三年四月十九日至光绪四年十月廿二日 1877年－1878年       | 赴黑龙江查办教案                     | 吉林将军                       |                                    | 署                                                   |
| 78   | 崇绮         |            | 吉林厅（今吉林市） |                                                           | 光绪四年十月廿二日至光绪五年五月廿九日 1878年－1879年       |                                      | 吉林将军                       |                                    | 暂署                                                 |
| 79   | 铭安         |            |                    | 光绪五年五月廿九日至光绪九年二月廿四日 1879年－1883年     | 因病解职，实授                                              | 吉林府                               | 吉林将军                       |                                    | 光绪八年五月二十日升府                               |
| 80   | 希元         |            |                    | 光绪九年二月廿四日至光绪十四年四月廿八日 1883年－1888年   | 调福州将军                                                  | 吉林府                               | 吉林将军                       |                                    | 由江宁将军迁，未到任前，以玉亮署                     |
| 81   | 长顺         |            |                    | 光绪十四年四月廿八日至光绪廿年九月廿九日 1888年－1894年   | 出师奉天                                                    | 吉林府                               | 吉林将军                       |                                    | 光绪十九年二月廿日请假省墓                           |
| 82   | 沙克都林扎布 |            |                    | 光绪十九年二月廿日 1893年                                 |                                                             | 吉林府                               | 吉林将军                       |                                    | 暂护                                                 |
| 83   | 恩泽         |            |                    | 光绪廿年九月卅日至光绪廿一年十月 1894年－1895年           |                                                             | 吉林府                               | 吉林将军                       |                                    | 署                                                   |
| 84   | 长顺         |            |                    | 光绪廿一年十月日至光绪廿二年四月五日 1895年－1896年       | 因病开缺                                                    | 吉林府                               | 吉林将军                       |                                    | 回任                                                 |
| 85   | 延茂         |            |                    | 光绪廿二年四月七日至光绪廿五年七月廿七日 1896年－1899年   | 开缺到京，实授                                              | 吉林府                               | 吉林将军                       |                                    | 署，光绪廿四年五月五日实任                           |
| 86   | 长顺         |            |                    | 光绪廿五年七月廿七日至光绪卅年正月十四日 1899年－1904年   | 卒                                                          | 吉林府                               | 吉林将军                       |                                    |                                                      |
| 87   | 富顺         |            |                    | 光绪卅年正月十四日至光绪卅一年七月廿四日 1904年－1905年   | 命到京                                                      | 吉林府                               | 吉林将军                       |                                    | 署                                                   |
| 88   | 达桂         |            |                    | 光绪卅一年七月廿四日至光绪卅二年二月十四日 1905年－1906年 | 丁忧                                                        | 吉林府                               | 吉林将军                       |                                    | 署                                                   |
| 89   | 成勋         |            |                    | 光绪卅二年二月十四日 1906年                               |                                                             | 吉林府                               | 吉林将军                       |                                    | 暂署                                                 |
| 90   | 达桂         |            |                    | 光绪卅三年三月八日至宣统三年 1907年－1911年               |                                                             | 吉林府                               | 吉林将军                       |                                    | 裁缺                                                 |

### 置省以后
- 朱家宝 光绪三十三年（1907年4月20日～1908年9月9日
- 陈昭常 光绪三十四年（1908年）9月9日至清末（1912年3月15日）

## 中華民國時期
| 序号 | 姓名   | 籍贯     | 生卒年份   | 政党           | 在任时间                           | 卸任原因                         | 职务                    | 治所                       | 曾任最高职务                           | 备注                                                                                |
| ---- | ------ | -------- | ---------- | -------------- | ---------------------------------- | -------------------------------- | ----------------------- | -------------------------- | -------------------------------------- | ----------------------------------------------------------------------------------- |
| 1    | 陈昭常 | 广东江门 | 1867－1914 |                | 1913年1月－1913年6月               | 调任广东民政长，但未及到任即去世 | 吉林民政长              | 吉林县                     | 吉林都督兼吉林民政长                   | 由大清巡抚改任都督，兼任                                                            |
| 2    | 齐耀琳 | 吉林伊通 | 1862－1949 |                | 1913年6月－1914年7月               | 调任江苏巡按使                   | 吉林民政长              | 吉林县                     | 江苏督军兼江苏省省长                   |                                                                                     |
| 2    | 齐耀琳 | 吉林伊通 | 1862－1949 | 吉林巡按使     | 1913年6月－1914年7月               | 调任江苏巡按使                   | 1914年5月23日改称巡按使 | 吉林县                     | 江苏督军兼江苏省省长                   |                                                                                     |
| 3    | 孟宪彝 | 直隶永清 | 1864－1924 | 吉林巡按使     |                                    | 1914年7月－1915年8月             | 不详                    | 吉林县                     | 国会参议员                             | 署理，1915年2月8日正式任命                                                          |
| 4    | 王揖唐 | 安徽合肥 | 1878－1948 | 吉林巡按使     |                                    | 1915年8月－1916年4月             | 升任内务总长            | 吉林县                     | 汪伪政权考试院长兼华北政务委员会委员长 |                                                                                     |
| 5    | 郭宗熙 | 湖南长沙 | 1878－1934 | 吉林巡按使     |                                    | 1916年4月－1919年10月            | 被免职                  | 吉林县                     | 满洲国尚书府大臣                       | 署理，1917年11月21日正式任命                                                        |
| 5    | 郭宗熙 | 湖南长沙 | 1878－1934 | 吉林省省长     | 1916年7月6日起改称省长             | 1916年4月－1919年10月            | 被免职                  | 吉林县                     | 满洲国尚书府大臣                       |                                                                                     |
| 6    | 徐鼐霖 | 吉林永吉 | 1865－1940 | 吉林省省长     |                                    | 1919年10月－1920年9月            | 被免职                  | 吉林县                     | 吉林省省长                             |                                                                                     |
| 7    | 鲍贵卿 | 奉天海城 | 1867－1934 | 吉林省省长     |                                    | 1920年9月－1921年3月             | 辞职                    | 吉林县                     | 陆军总长                               | 以吉林督军兼署省长                                                                  |
| 8    | 孙烈臣 | 直隶乐亭 | 1872－1924 | 吉林省省长     |                                    | 1921年3月－1924年4月             | 卒于任上                | 吉林县                     | 吉林督军兼吉林省省长                   | 1924年4月25日逝世                                                                   |
| 9    | 张作相 | 直隶深州 | 1881－1949 | 吉林省省长     |                                    | 1924年4月－1931年9月             | 辞职                    | 吉林县                     | 吉林省政府主席                         |                                                                                     |
| 9    | 张作相 | 直隶深州 | 1881－1949 | 吉林省政府主席 | 1928年12月东北易帜，省长改称省主席 | 1924年4月－1931年9月             | 辞职                    | 吉林县                     | 吉林省政府主席                         |                                                                                     |
| 9    | 张作相 | 直隶深州 | 1881－1949 | 吉林省政府主席 | 永吉县                             | 1924年4月－1931年9月             | 辞职                    | 1929年11月吉林县改名永吉县 | 吉林省政府主席                         |                                                                                     |
| -    | 王树翰 |          |            |                |                                    |                                  | 吉林省省长（代理）      | 吉林县                     |                                        | 1924年在任                                                                          |
| -    | 诚允   |          |            |                |                                    |                                  | 吉林省省长（代理）      | 吉林县                     |                                        | 1927年在任                                                                          |
| 10   | 丁超   | 奉天兴京 | ？－？     |                | 1932年7月－1932年9月               | 兵败逃往苏联（一说在宝清被俘虏） | 吉林省政府主席          | 依兰县                     | 满洲国参议府参议                       | 由于永吉县被日本占领，实际在依兰县吉黑联军内任职                                    |
| 11   | 邹作华 | 吉林永吉 | 1894－1973 | 中国国民党     | 1940年5月－1943年12月              | 改任国民政府参军处参军           | 吉林省政府主席          | 重庆市                     | 总统府国策顾问                         | 由于吉林市被日本占领，实际在中华民国陪都重庆任职，且无省政府组织                    |
| 12   | 郑道儒 | 直隶天津 | 1897－1977 | 中国国民党     | 1945年9月－1946年6月               | 调任国民政府文官处秘书           | 吉林省政府主席          | 吉林市                     | 经济部部长                             |                                                                                     |
| -    | 王宁华 |          |            |                | 1946年1月－1946年4月               |                                  | 吉林省政府主席          | 吉林市                     |                                        | 代理                                                                                |
| 13   | 梁华盛 | 广东茂名 | 1904－1999 | 中国国民党     | 1946年6月－1948年3月               | 被撤除民职                       | 吉林省政府主席          | 吉林市                     | 总统府国策顾问                         | 以东北保安司令部副司令、吉东兵团司令、东北剿匪总司令部副总司令等军职兼任            |
| 14   | 郑洞国 | 湖南石门 | 1903－1991 | 中国国民党     | 1948年3月－1948年10月              | 向中国共产党投降                 | 吉林省政府主席          | 长春市                     | 全国政协常委                           | 1948年3月，国军撤出吉林，退守长春；以东北剿匪总司令部副总司令、第一兵团司令军职兼任 |

### 附：满洲国的吉林省省长
| 序号 | 姓名   | 籍贯       | 生卒年份   | 政党   | 在任时间              | 卸任原因              | 职务           | 治所                 | 曾任最高职务           | 备注 |
| ---- | ------ | ---------- | ---------- | ------ | --------------------- | --------------------- | -------------- | -------------------- | ---------------------- | ---- |
| 1    | 熙洽   | 满洲正蓝旗 | 1884－1950 |        | 1932年3月－1934年12月 | 调任财政部大臣        | 吉林省公署省长 | 永吉县               | 财政部大臣、宫内府大臣 |      |
| 2    | 李铭书 | 奉天广宁   | 1878－1939 |        | 1934年12月－1937年7月 | 调任宫内府顾问官      | 吉林省公署省长 | 永吉县               |                        |      |
| 2    | 李铭书 | 奉天广宁   | 1878－1939 | 吉林市 | 1934年12月－1937年7月 | 调任宫内府顾问官      | 吉林省公署省长 | 1936年吉林市施行市制 |                        |      |
| 3    | 阎传绂 | 奉天金州   | 1894－1962 | 吉林市 |                       | 1937年7月－1942年9月  | 吉林省公署省长 | 调任司法部大臣       | 司法部大臣             |      |
| 4    | 金名世 | 满洲正蓝旗 | 1886－1964 | 吉林市 |                       | 1942年9月－1944年12月 | 吉林省公署省长 | 调任民生部大臣       | 厚生部大臣             |      |
| 5    | 徐家桓 | 吉林永吉   | 1892－1951 | 吉林市 |                       | 1944年12月－1945年8月 | 吉林省公署省长 | 满洲国覆灭           | 吉林省省长             |      |

## 中华人民共和国时期
| 序号 | 姓名     | 籍贯             | 生卒年份   | 政黨       | 在任时间               | 卸任原因                       | 职务                 | 治所   | 曾任最高职务                          | 备注                                      |
| ---- | -------- | ---------------- | ---------- | ---------- | ---------------------- | ------------------------------ | -------------------- | ------ | ------------------------------------- | ----------------------------------------- |
| -    | 周保中   | 云南大理         | 1902－1964 | 中国共产党 | 1945年12月－1949年9月  | 调任云南省人民政府副主席       | 吉林省人民政府主席   | 吉林市 | 吉林省人民政府主席                    | 名义上驻吉林市，实际驻在永吉县岔路河镇    |
| -    | 周保中   | 云南大理         | 1902－1964 | 中国共产党 | 1945年12月－1949年9月  | 调任云南省人民政府副主席       | 吉林省人民政府主席   | 敦化县 | 吉林省人民政府主席                    | 1946年7月11日迁往敦化                     |
| -    | 周保中   | 云南大理         | 1902－1964 | 中国共产党 | 1945年12月－1949年9月  | 调任云南省人民政府副主席       | 吉林省人民政府主席   | 延吉县 | 吉林省人民政府主席                    | 1946年8月迁往延吉                         |
| -    | 周保中   | 云南大理         | 1902－1964 | 中国共产党 | 1945年12月－1949年9月  | 调任云南省人民政府副主席       | 吉林省人民政府主席   | 吉林市 | 吉林省人民政府主席                    | 1948年3月19日吉林解放，省政府迁回吉林市   |
| 1    | 周持衡   | 浙江绍兴         | 1915－1986 | 中国共产党 | 1949年9月－1952年1月   | 因卷入“三反”运动被撤职         | 吉林省人民政府主席   | 吉林市 | 吉林省人民政府主席                    |                                           |
| 2    | 栗又文   | 奉天辽阳         | 1901－1984 | 中国共产党 | 1952年4月－1968年3月   | 文化大革命                     | 吉林省人民政府主席   | 吉林市 | 中共中央顾问委员会委员                |                                           |
| 2    | 栗又文   | 奉天辽阳         | 1901－1984 | 中国共产党 | 1952年4月－1968年3月   | 文化大革命                     | 吉林省人民政府主席   | 长春市 | 中共中央顾问委员会委员                | 1954年9月27日吉林省省会迁往长春市         |
| 2    | 栗又文   | 奉天辽阳         | 1901－1984 | 中国共产党 | 1952年4月－1968年3月   | 文化大革命                     | 吉林省省长           | 长春市 | 中共中央顾问委员会委员                | 1955年2月设置吉林省人民委员会，长官称省长 |
| 3    | 王淮湘   | 山东寿光         | 1920－2013 | 中国共产党 | 1968年3月－1977年2月   | 调往武汉                       | 吉林省革命委员会主任 | 长春市 | 中共吉林省委第—书记                   | 军代表；1985年2月被开除党籍               |
| 4    | 王恩茂   | 江西永新         | 1913－2001 | 中国共产党 | 1977年2月－1980年3月   | 调任新疆维吾尔族自治区党委书记 | 吉林省革命委员会主任 | 长春市 | 全国政协副主席                        |                                           |
| 6    | 于克     | 吉林长春         | 1913－2004 | 中国共产党 | 1980年3月－1982年6月   |                                | 吉林省人民政府省长   | 长春市 | 中共吉林省委书记                      |                                           |
| 7    | 张根生   | 直隶安平         | 1923－2008 | 中国共产党 | 1982年6月－1983年4月   | 调任国务院经济研究中心主任     | 吉林省人民政府省长   | 长春市 | 吉林省省长                            |                                           |
| 8    | 赵修     | 直隶井陉         | 1921－1992 | 中国共产党 | 1983年4月－1985年5月   |                                | 吉林省人民政府省长   | 长春市 | 中共吉林省委书记                      |                                           |
| 9    | 高德占   | 山东栖霞         | 1932－     | 中国共产党 | 1985年6月－1987年7月   | 调任林业部部长                 | 吉林省人民政府省长   | 长春市 | 中共天津市委书记 林业部部长           |                                           |
| 10   | 何竹康   | 江苏启东         | 1932－     | 中国共产党 | 1987年7月－1989年3月   | 升任省委书记                   | 吉林省人民政府省长   | 长春市 | 中共吉林省委书记                      |                                           |
| 11   | 王忠禹   | 吉林长春         | 1933－     | 中国共产党 | 1989年3月－1992年3月   | 调任国务院生产办公室副主任     | 吉林省人民政府省长   | 长春市 | 全国政协副主席                        | 曾任国务委员、国务院秘书长                |
| 12   | 高 严    | 吉林榆树         | 1942－     | 中国共产党 | 1992年3月－1995年6月   | 调任云南省委书记               | 吉林省人民政府省长   | 长春市 | 中共云南省委书记                      | 2002年在国家电力公司总经理任内叛逃国外    |
| 13   | 王云坤   | 江苏溧阳         | 1942－     | 中国共产党 | 1995年6月－1998年9月   | 升任省委书记                   | 吉林省人民政府省长   | 长春市 | 中共吉林省委书记                      |                                           |
| 14   | 洪虎     | 安徽金寨         | 1940－     | 中国共产党 | 1998年9月－2004年10月  | 改任全国人大法律委员会副主委   | 吉林省人民政府省长   | 长春市 | 全国人大法律委员会副主委              | 全国政协副主席洪学智之子                  |
| 15   | 王珉     | 安徽淮南         | 1950－     | 中国共产党 | 2004年10月－2006年12月 | 升任省委书记                   | 吉林省人民政府省长   | 长春市 | 中共辽宁省委书记                      | 涉嫌严重违纪遭开除党籍、公职              |
| 16   | 韩长赋   | 黑龙江宾县       | 1954－     | 中国共产党 | 2006年12月－2009年12月 | 调任农业部部长                 | 吉林省人民政府省长   | 长春市 | 农业农村部部长                        |                                           |
| 17   | 王儒林   | 河南濮阳         | 1953－     | 中国共产党 | 2009年12月－2012年12月 | 调任山西省委书记               | 吉林省人民政府省长   | 长春市 | 中共山西省委书记 省人大常委会主任     |                                           |
| 18   | 巴音朝鲁 | 内蒙古鄂托克前旗 | 1955－     | 中国共产党 | 2012年12月－2014年8月  | 升任省委书记                   | 吉林省人民政府省长   | 长春市 | 中共吉林省委书记 省人大常委会主任     | 现任全国人大民族委员会主任委员，蒙古族    |
| 19   | 蒋超良   | 湖南汨罗         | 1957－     | 中国共产党 | 2014年9月－2016年11月  | 调任湖北省委书记               | 吉林省人民政府省长   | 长春市 | 中共湖北省委书记 省人大常委会主任     | 因抗击新型冠状病毒肺炎疫情不力被免        |
| 20   | 刘国中   | 黑龙江望奎       | 1962－     | 中国共产党 | 2016年12月－2017年12月 | 调任陕西省省长                 | 吉林省人民政府省长   | 长春市 | 现任中共中央政治局委员 国务院副总理   |                                           |
| 21   | 景俊海   | 陕西白水         | 1960－     | 中国共产党 | 2018年1月－2020年11月  | 升任省委书记                   | 吉林省人民政府省长   | 长春市 | 现任中共吉林省委书记 省人大常委会主任 |                                           |
| 22   | 韩俊     | 山东高青         | 1963－     | 中国共产党 | 2020年11月－2023年4月  | 调任安徽省委书记               | 吉林省人民政府省长   | 长春市 | 现任中共安徽省委书记 省人大常委会主任 |                                           |
| 23   | 胡玉亭   | 山西五台         | 1964－     | 中国共产党 | 2023年4月－            |                                | 吉林省人民政府省长   | 长春市 | 现任中共吉林省委副书记 省人民政府省长 |                                           |